# Смърт на Бенито Мусолини
Смъртта на Бенито Мусолини, сваления италиански фашистки диктатор, настъпва на 28 април 1945 г. в последните дни на Втората световна война в Европа, когато той е екзекутиран от италиански партизани в малкото селце Джулино ди Мезега в Северна Италия.
Официалната версия на събитията е, че Мусолини е застрелян от Валтер Аудисио, комунистически партизанин, който използва псевдонима „полковник Валерио“. След края на войната обаче, обстоятелствата около смъртта на Мусолини и самоличността на неговия убиец са обект на продължаващо объркване, спорове и противоречия в Италия.
През 1940 г. Мусолини въвлича страната си във Втората световна война на страната на Нацистка Германия, но скоро се сблъсква с военен провал. До есента на 1943 г. той е лидер на немска марионетна държава в Северна Италия и е изправен пред съюзническия аванс от юг и все по-насилствения вътрешен конфликт с партизаните. През април 1945 г. със Съюзниците, пробивайки последните германски защити в Северна Италия и общо въстание на партизаните, които се задържат в градовете, ситуацията за Мусолини става катастрофална. На 25 април той бяга от Милано, където се намира, и се опитва да премине швейцарската граница. Той и неговата любовница, Клара Петачи, са заловени на 27 април от местни партизани край село Донго на езерото Комо. Мусолини и Петачи са застреляни следобед, два дни преди самоубийството на Адолф Хитлер.
Телата на Мусолини и Петачи са откарани в Милано на площад, „Пиацале Лорето“, където голяма гневна тълпа обижда и рита телата. След това те висят с главата надолу от метална греда над бензиностанцията на площада. Телата са бити, стреляни и удряни с чукове. Първоначално Мусолини е погребан в немаркиран гроб, но през 1946 г. тялото му е изкопано и откраднато от фашистки поддръжници. Четири месеца по-късно е възстановено от властите, които след това го скриват за следващите 11 години. В края на краищата, през 1957 г., неговите останки са допуснати да бъдат погребани в семейната крипта на Мусолини в родния му град Предапио. Неговата гробница става място на поклонение за неофашисти, а годишнината от смъртта му е белязана от неофашистки митинги.
В следвоенните години, „официалната“ версия за смъртта на Мусолини е се търси в Италия (но като цяло не в международен мащаб) по начин, който е съпоставим с теориите за конспирация на убийството на Джон Кенеди.

## Предшестващи събития
Мусолини управлява Кралство Италия като фашистки лидер от 1922 г. (и като диктатор с титлата „Дуче“ от 1925 г.) и взима страната на Нацистка Германия през юни 1940 г. След съюзническите нахлувания в Сицилия през юли 1943 г., Мусолини е свален и арестуван. Тогава Италия се присъединява към съюзниците. По-късно през същата година, той е спасен от затвора при нападението на град Сасо от германските специални войски, а Хитлер го назначава като лидер на Италианската социална република – немска марионетка, основана в Северна Италия, базирана в град Сало, близо до езерото Гарда. До 1944 г. тя е заплашена не само от съюзниците, които се придвижват от юг, но и вътрешно от италиански антифашистки партизани, в брутален конфликт, който става известен като италианска граждански война.
През лятото на 1944 г. съюзниците превземат Рим, а след това и Флоренция, а през същата година започват настъпление в Северна Италия. С окончателното срутване на готическата линия на германската армия през април 1945 г., пълното поражение за Италианската социална република и нейните германски протектори предстои.
От средата на април Мусолини се установява в Милано и той и неговото правителство се установяват в префектурата на града. В края на месеца партийното ръководство, Comitato di Liberazione Nazionale Alta Italia (CLNAI), отбелязва общо въстание в основните северни градове, докато германските сили се оттеглят. Мусолини бяга от града на 25 април и се опитва да избяга на север до Швейцария.

### Залавяне и арест
На 27 април 1945 г. Мусолини и любовницата му Клара Петачи, заедно с други фашистки лидери пътуват в немски конвой край село Донго на северозападния бряг на езерото Комо. Група местни комунистически партизани, водени от Пиер Луиджи Белини деле Стеле и Урбано Лацаро, нападат конвоя и го принуждават да спре. Партизаните разпознават един италиански фашистки лидер в конвоя, но не и Мусолини на този етап, и карат германците да предадат всички италианци в замяна, да им позволят да продължат. В крайна сметка Мусолини е открит свит в едно от превозните средства на конвоя. Лацаро по-късно заявява, че:
„Лицето му беше като восък, а погледът му беше стъкло, но някак сляп. Видях абсолютно изтощение, но не и страх... Мусолини изглеждаше напълно лишен от воля, духовно мъртъв.“
Партизанът арестува Мусолини и го отвежда до Донго, където прекарва част от нощта в местните казарми. Над 50 фашистки лидери и техните семейства са намерени в конвоя и арестувани от партизаните. Освен Мусолини и Петачи, 16 от най-известните от тях ще бъдат разстреляни в Донго на следващия ден и още 10 ще бъдат убити в продължение на две последователни нощи.
Борбата все още продължава в района около Донго. Страхувайки се, че Мусолини и Петачи биха могли да бъдат спасени от фашистки поддръжници, партизаните ги закарват в средата на нощта в близка ферма на селско семейство на име Де Мария. Те вярват, че ще бъде безопасно място. Мусолини и Петачи прекарват там останалата част от нощта и по-голямата част от следващия ден.
Вечерта на залавянето на Мусолини, Сандро Перини, социалистическият партиен лидер в Северна Италия, съобщава по Радио Милано:
„Ръководителят на тази асоциация на престъпниците, Мусолини, жълт от страх и опитващ да пресече швейцарската граница, е арестуван. Той трябва да бъде предаден на трибунал на народа, за да може да бъде съден бързо. Искаме това, въпреки че смятаме, че екзекуцията е прекалено голяма чест за този човек. Заслужава да бъде убит като куче“.

### Заповед за екзекуция
Съществуват различни версии кой е взел решението, че Мусолини трябва да бъде екзекутиран. Генералният секретар на Комунистическата партия Палмиро Толиати заявява, че е наредил екзекуцията на Мусолини преди залавянето му. Толиати казва, че е направил това чрез радиопослание на 26 април 1945 г. с думите: "Трябва само едно нещо, за да се реши, че те [Мусолини и другите фашистки лидери] трябва да платят с живота си: въпросът за тяхната самоличност". Той също така твърди, че е дал заповед като заместник министър-председател на правителството в Рим и като лидер на комунистическата партия. Премиерът Ивано Бомони по-късно отрича, че това е съгласувано с властта или одобрението на правителството му.

## Екзекуция
Въпреки че няколко военни версии и теории за смъртта на Мусолини и Петачи излизат след войната, разказът на Валтер Аудисио или най-малко основните му компоненти остават най-достоверната и понякога се споменава в Италия като „официална“ версия.
До голяма степен това се потвърждава от справката, предоставена от Алдо Ламбриди, а „класическият“ разказ на историята е изложен в книги, написани през 1960-те години от Белини дел Стели и Урбано Лазаро, и журналистът Франко Бандини. Въпреки че всяка от тези се различава в подробности, те са съвместими с основните факти.
Аудисио и Ламбреди напускат Милано рано сутринта на 28 април, за да изпълнят нарежданията „Аудисио“, дадени от Лонго. При пристигането си в Донго се срещат с Белини деле Стеле, който е местен партизански командир, за да уредят Мусолини да им бъде предаден. Следобед той, заедно с други партизани, включително Алдо Ламбреди и Микеле Морети, заминават за фермата на семейство Де Мария, за да отведат Мусолини и Петачи. След това, те заминават наблизо до село Джулино де Мезегра. Автомобилът се движи до входа на Вила Белмонте по тесен път, известен като през XXIV maggio (приблизителни координати: 45.981221 ° N 9.203558 ° E), а на Мусолини и Петачи е казано да застанат до стената на вилата. Аудисио ги застрелва в 16:10 ч. с картечен пистолет.

## Последици

### Пиацале Лорето
Вечерта на 28 април, телата на Мусолини и Петачи и другите екзекутирани фашисти са натоварени на ван и закарани на юг до Милано. При пристигането си в града в ранните часове на 29 април, те са захвърлени на земята в Пиацале Лорето, крайградски площад близо до главната железопътна гара. Изборът на място е умишлен. 15 партизани са разстреляни там през август 1944 г. в отмъщение за партизански атаки и бойни атаки на съюзниците, а телата им оставени на показ.
Телата им са оставени на куп и до 9:00 ч. сутринта се събира значителна тълпа. Мъртвите са замеряни със зеленчуци, плюти, уринирани, стреляни и ритани. Лицето на Мусолини е обезобразено от побои. Американски очевидец описва тълпата като „зловеща, покварена, извън контрол“. След известно време телата са издигнати до рамката на метална греда на полустроената бензиностанция „Стандард Ойл“ и провесени с главата надолу върху куки за месо. Този начин на обесване е използван в Северна Италия от средновековието, за да се подчертае „позорът“ на обесените. Причината, дадена от онези, участващи в окачването на Мусолини и другите по този начин, е да защитят телата от тълпата. Филмирането на случилото се потвърждава, че това е така.

### Морга и аутопсия
Около 14:00 часа американските военни власти, пристигат в града, заповядват телата да бъдат свалени и предадени на градската морга, за да бъдат извършени аутопсии. Американски военен оператор прави снимки на телата за публикуване, включително и една с Мусолини и Петачи, разположени, сякаш се държат за ръце.
На 30 април е проведена аутопсия на Мусолини в Института по правна медицина в Милано. Една версия на последващия доклад показва, че е бил застрелян с 9 куршума, а друга версия посочва 7 куршума. Четири куршума в близост до сърцето са дадени като причина за смъртта. Калибрите на куршумите не са идентифицирани. Проби от мозъка на Мусолини са взети и изпратени в Америка за анализ. Целта е да се докаже хипотезата, че сифилисът е причинил лудост в него, но нищо не е доказано от анализа, също не са открити доказателства за сифилис в тялото му. На Петачи не е извършена аутопсия. През 2009 г. внучката на Мусолини – Алесандра Мусолини иска полицейско разследване на твърдения, че проби от кръвта и мозъка му са били предложени за продажба в Ebay.

### Погребение и кражба на тялото
След смъртта му и показването на трупа му в Милано, Мусолини е погребан в немаркиран гроб в гробището Мусоко, на север от града. На Великден през 1946 г. гробът на Мусолини е намерен и той е изкопан от млад фашист на име Доменико Лечизи и двама приятели. В продължение на период от 16 седмици е местен от място на място – скривалищата включват вила и манастир – докато властите го търсят. Накрая, през август тялото (с липсващ крак) е проследено до манастира Certosa di Pavia, недалеч от Милано. Двама францискански монаси са натоварени със задачата да помогнат на Лечизи да скрие тялото.
Властите след това уреждат тялото да бъде скрито в капучинския манастир в малкия град Серо Маджоре, където остава за следващите 11 години. Местонахождението на тялото се пази в тайна, дори от семейството на Мусолини. Това остава така до май 1957 г., когато новоназначеният министър-председател Адоне Дзоли се съгласява с повторно погребване на Мусолини в родното му място Предапио. Дзоли разчита крайнодесните (включително и самият Лечизи, който е неофашистки депутат) да го подкрепят в парламента.

### Гробница и годишнина от смъртта
Повторното погребение в криптата на семейство Мусолини в Предапио е извършено на 1 септември 1957 г., при което присъстващите привърженици отдават фашистки поздрав. Мусолини е положен да почива в голям каменен саркофаг. Гробницата е украсена с фашистки символи и съдържа голяма мраморна глава на Мусолини. Пред гробницата има регистър, в който посетителите пишат своите мисли за него. Гробницата се превръща в неофашистко място на поклонение. Числото, подписващи се в регистъра на гроба, варират от десетки до стотици на ден, като хиляди пишат на определени годишнини, почти всички коментари подкрепят Мусолини.
Годишнината от смъртта на Мусолини на 28 април става една от трите дати, при които неофашистките поддръжници отбелязват с големи митинги. В Предапио се провежда поход от центъра на града до гробището. Събитието обикновено привлича хиляди поддръжници и включва речи, песни и хора, които правят фашистки поздрав.